# 張傑 (成化進士)
張傑（1430年—？），字朝用，河南衛輝府汲縣人，明朝政治人物。同進士出身。

## 生平
河南鄉試第八十五名。成化二年（1466年），參加丙戌科會試，得貢士第七十四名。殿試登進士第三甲第七十七名。官監察御史。

## 家族
曾祖父張克敬。祖父張思政，曾任縣主簿。父亲張鐸。母馬氏。具慶下。子張繼，弘治進士。孫張衍瑞，正德進士，官至太常寺少卿。